# Jan II (książę Meklemburgii)
Jan II (zm. 1416) – książę Meklemburgii-Stargard od 1392 lub 1393 r. wraz z braćmi Ulrykiem I i Albrechtem I (zmarłym bezpotomnie w 1397 r.). 

## Życiorys
Jan był jednym z synów księcia Meklemburgii na Stargardzie Jana I, Matką Jana była trzecia żona jego ojca Agnieszka, córka hrabiego Lindow-Ruppin Ulryka II, wdowa po księciu Werle Mikołaju IV. W 1392 lub 1393 r., gdy zmarł jego ojciec, wraz z braćmi objął tron w części Meklemburgii ze Stargardem. 
Żoną Jana była Katarzyna (Wilhejda), córka wielkiego księcia Litwy Olgierda. Ze związku pochodziło troje dzieci:
- Jan III, książę Meklemburgii-Stargard,
- Jadwiga,
- Agnieszka, żona księcia szczecińskiego Ottona II.